# Francesc Ribó i Rovira
Francesc Ribó i Rovira (Sanaüja, Segarra, 1909 – Barcelona, 1983) fou un mestre català. Cursà els estudis de magisteri a l'Escola Normal de la capital catalana i obtingué el títol de mestre el 1927. Fou deixeble del pedagog Herminio Almendros (professor de la Universitat Autònoma de Barcelona, 1933-1937) i amic del filòsof Josep Ferrater Mora. El 1934 s'incorporà com a mestre al Grup Escolar Ramon Llull de Barcelona fins al novembre de 1936, quan és cridat a files. Amb l'acabament de la Guerra Civil espanyola fou objecte de depuració i sancionat sota l'acusació d'ateisme, de defensar idees d'esquerres i d'haver estat sota afiliació sindical. Fou sancionat amb cinc anys de suspensió de feina i sou i altres cinc de permanència fora de Catalunya. El 1944, decidit a no participar dels principis del nou règim, rebutjà el seu trasllat com a mestre a l'Escola Nacional de Torroella de Montgrí i abandonà definitivament la dedicació a l'ensenyament. En una primera etapa orientà la seva activitat professional a la comercialització de mel sota la marca familiar Monclús per passar més tard als Laboratoris Viñas de Barcelona on acabaria esdevenint cap de visitadors mèdics.
El seu fons personal ha estat conservat pels seus productors i hereva fins al seu ingrés a l'Arxiu Nacional de Catalunya. El fons aplega la documentació produïda i rebuda per Francesc Ribó i Rovira i Mariana Monclús i Charles, principalment com a resultat de la seva activitat professional com a mestres. En el cas del primer, aplega el títol de mestre de primer ensenyament, una acreditació d'augment de salari durant la Guerra Civil espanyola, el plec de càrrecs de la Comissió Depuradora de les noves autoritats franquistes, un escrit del director i mestres del Grup Escolar Ramon Llull de Barcelona en la seva defensa, la publicació oficial de la sanció rebuda i diversos escrits oficials relatius al seu trasllat a l'Escola de Torroella de Montgrí. En el seu conjunt, el fons facilita una aproximació, a través de l'experiència personal d'una parella de mestres de primària, a l'aplicació de la repressió franquista sobre el col·lectiu docent republicà amb posterioritat a la Guerra Civil espanyola.